# The Hot Flashes
The Hot Flashes (br De Volta às Quadras) é um filme estadunidense de 2013, gêneros comédia e esporte, dirigido por Susan Seidelman e estrelado por Brooke Shields, Daryl Hannah, Wanda Sykes, Virginia Madsen, Camryn Manheim, Eric Roberts e Mark Povinelli.
O filme também tenta sensibilizar o público para o câncer da mama, bem como desafiar os estereótipos de idade. Ele foi lançado em 12 de julho de 2013.

## Sinopse
Um time de basquete improvável de não apreciadas mulheres de meia-idade do Texas, todas campeães do ensino médio, ex-campeãs estaduais desafiar as atuais arrogantes das meninas do ensino médio para uma série de jogos para arrecadar dinheiro para a prevenção do câncer de mama. Faíscas voam como essas mulheres marginalizadas ir a extremos em quadrinhos para provar-se dentro e fora do tribunal, e tornar-se uma sensação na mídia nacional.

## Cast
- Brooke Shields - Beth Humphrey
- Daryl Hannah - Ginger Peabody
- Wanda Sykes - Florine Clarkston
- Virginia Madsen - Clementine Winks
- Camryn Manheim - Roxie Rosales
- Eric Roberts - Lawrence Humphrey
- Mark Povinelli - Paul Lazarini